# Dominique Corbiau
Pour les articles homonymes, voir Corbiau.
Dominique Corbiau est un contre-ténor belge spécialisé dans la musique vocale baroque, mais aussi la création contemporaine et la musique de film .

## Biographie
Dominique Corbiau est né dans une famille pratiquant de nombreuses activités artistiques. Dès l'âge de quatre ans, il commence l'apprentissage de la musique par le piano. La flûte traversière, le violoncelle et le chant viennent compléter sa formation. Mais c'est dans le domaine du chant qu'il va véritablement trouver son expression. Après avoir fait partie du chœur d’enfants de la Radio -Télévision Belge, il entre au Conservatoire de Musique de Liège, puis continuera de se former par la suite au Conservatoire de Musique de Mons, jusqu’en 2001,,.
C'est son attirance pour la période baroque qui va diriger son choix vers la voix de contre-ténor.
Trois « Premier Prix » récompensent ce cursus : Chant Concert, Musique de Chambre et Chant Opéra.
En 2003, il obtient également un Premier Prix d’ Art Lyrique au Conservatoire Royal de Musique de Bruxelles.

## À la scène
C'est, sous la direction de Guy Van Waas, que Dominique Corbiau chante les parties d’alto soliste de quelques oratorios de Bach dont « La Passion selon Saint-Jean », « Le Magnificat » et « L’Oratorio de Pâques ».
Dominique Corbiau aborde différents rôles tels celui d’Amore dans « L’Incoronazione di Poppea » de Claudio Monteverdi, ou encore Apollon dans la « Dafne » de Antonio Caldara, et Tebro dans la Serenata « O come chiare e belle » de Georg Friedrich Haendel, ainsi que Tirsi dans un Pasticcio de Haendel également, puis « Lo scapolo seduto », Arianna dans « Arianna a Naxos » de Joseph Haydn (avec la Compagnie « As Palavras » et Claudio Bernardo) ainsi que « Rossignol »dans une adaptation du conte d’Andersen mis en scène par Gabriel Alloing où se trouvent mêlés l’opéra, le théâtre (Jacqueline Bir), le théâtre d’ombres (Isabelle Vandermeersch et Alain Delval) et la musique (Jean Jadin et Ingrid Procureur).
À l’occasion de la Journée internationale des Droits de l’Homme, le 10 décembre 2005, à Bruxelles, Dominique Corbiau chante pour Amnesty International aux Musées d’Art ancien et d’Art moderne inaugurant un « Parcours Amnesty » à travers les œuvres célèbres, aux côtés de la comédienne Jacqueline Bir. La lecture du poème Violence de Vincent Pachès est marquée par des intermèdes chantés par le contre-ténor.
À partir de 2006, il participe à la Nuit Musicale au Domaine de Beloeil, puis au Château de Seneffe (Belgique) ,.
Dominique Corbiau, accompagné au piano par Jean-Nicolas Diatkine interprète un extrait de Beatrice di Tenda « Ah ! se un'urna » de Vincenzo Bellini, au cours du 3ème Congrès mondial contre la peine de mort, en présence de Robert Badinter, père de l'abolition de la peine de mort en France .
En 2008, il collabore avec le compositeur français Cyril Orcel pour «Memoria », un album de pièces originales publié chez Universal.
On le retrouve aussi dans «L'Amour Sorcier» de Manuel de Falla, aux côtés de Jacqueline Bir à la Bibliothèque Solvay à Bruxelles.
En 2010, Dominique Corbiau participe notamment à la création mondiale des « Chants de Casanova » de Michel Lysight, cantate pour contre-ténor, chœur et orchestre de chambre et, plus tard il crée Cantico de Jean Jadin, œuvre inspirée par le « Cantique des créatures » de Saint-François D’Assise, illustré par des projections d'œuvres de Jean-Michel Folon. Dominique Corbiau se mobilise pour la cause humanitaire, notamment celle de l'enfance, au profit de l'Association ASBL Lucia .
En 2013, Dominique Corbiau est à l'Ommegang, la plus ancienne évocation historique de Bruxelles. Il sera le premier chanteur lyrique à y participer et poursuivra sa collaboration durant plusieurs années,.
Au cours de l’été 2015, on retrouve Dominique Corbiau au Festival de Pietrasanta avec les Solistes de Moscou dirigés par Michael Guttman et en Janvier 2016 il fait ses débuts avec l’Orchestre de Picardie, dirigé par le chef néerlandais Arie van Beek, dans la  cantate BWV 170 de Johann Sebastian Bach, Vergnügte Ruh.
En octobre 2015, Dominique Corbiau se rend à Tokyo (Japon) pour une série de récitals accompagnés par la claveciniste japonaise Sumina Arihashi. Il s’y produit à nouveau en octobre 2016 accompagné cette fois par Mayako Sone.
En Août 2017, il tient la partie soliste lors de la première mondiale (Szczecin, Pologne) de la cantate épique « Odyssea » du compositeur de musique de film Henri Seroka. Un enregistrement de cette oeuvre mêlant musique symphonique et pop est également réalisé dans la foulée.
En 2018, Dominique Corbiau est accueilli à l’Abbaye de Villers en compagnie de Showflamme et Smart dans le cadre de la première édition de « La Symphonie du Feu ». Sophie Miny et Pierre D’haenens imaginent un décor de feu monumental dont les nombreuses installations sont disséminées sur l’ensemble du site. Dominique Corbiau en assure la programmation musicale.
En Novembre 2023, Dominique Corbiau, aux côtés de la soprano coréenne Sumi Jo, participe au spectacle de Ligyung  « Etreinte Lumineuse (Embrace of Lights) ». Ce projet tisse un lien entre la Corée et l’UE en proposant au public une expérience immersive.

## Direction artistique, écriture, mise en scène et interprétations
Dominique Corbiau écrit, met en scène, et interpréte, Filippo Balatri, personnage dont les mémoires l'ont inspiré. La figure de Filippo Balatri se retrouve, à la fois, dans « Les Fruits du Monde » (avec la Compagnie Sferartefact) et également adapté, dans une version plus courte :« Le Rossignol du Tsar », centré sur le voyage du jeune castrat, alors âgé de 15 ans, à la cour de Pierre le Grand ,,.
Dans le spectacle « Les Arcades équivoques », « Gli Equivoci nel sembiante » d’Alessandro Scarlatti, Dominique Corbiau — alias Giuseppe Fede, l’une des plus belles voix de Rome —, restitue un concert donné pour la reine Christine de Suède souhaitant entendre l’artiste en privé. Cet opéra fut interdit à son époque, mais à Rome, tout le monde en parlait .
Dominique Corbiau, en sa qualité de chanteur et conseiller musical, participe au spectacle« No coração da tempestade » chorégraphié par Claudio Bernardo. Création pour 26 danseurs du Balé Teatro Castro Alves (Salvador de Bahia, Brésil) programmée dans le cadre d'Europalia Brésil (édition 2011/2012),,.
Au hasard de ses recherches en bibliothèque, Dominique Corbiau ressent une grande attirance pour la musique d’Alessandro Scarlatti : cantates, opéras, oratorios que l'on retrouve dans son enregistrement Profano e sacro.
Dans l'esprit des opéras-pastiches du XVIIIe siècle, en une sorte de pot-pourri, Dominique Corbiau reprend des airs d'opéras composés par Georg Friedrich Haendel (1685-1759) dans Il Pastor fido et propose un voyage dans le temps intitulé «La caccia galante» en forme de joute de pouvoir entre les personnages de Diane et Cupidon.
En 2022, Dominique Corbiau crée «il Teatro alla moda » :  un seul en scène d’après les écrits du compositeur vénitien Benedetto Marcello (1686-1739) et ceux du célèbre auteur de comédies, Carlo Goldoni. Alternant chant et récit, dans un tourbillon de costumes et de décors virtuels, le spectacle ainsi conçu décrit les coulisses et les extravagances du monde de l’opéra à Venise au début du XVIIIe siècle.
En 2023, dans une version chambriste, Dominique Corbiau et la philosophe et auteure Pascale Seys (dans le rôle du chœur antique, dialoguant entre mots et musique), donnent la cantate "Cassandra" de Johan Christoph Friedrich Bach. Dans cet opéra miniature, les mythes ont cette puissance évocatrice, à la fois miroir du passé et source toujours renouvelée de sagesse pour notre époque.

## Musique de film, publicités
Dominique Corbiau s'intéresse également au domaine du film et de la publicité et l'on peut entendre sa voix sur de nombreuses bandes originales composées par des artistes reconnus (Nicolas Lens, Victor Kissin, Cyril Orcel). Certaines de ces publicités ont même été primées lors de festivals importants (Diamond Awards, Festival de Cannes).

## Chroniques radiophoniques
Dominique Corbiau est également chroniqueur sur LN24, dans l'émission Cause Toujours. LN 24 est un média indépendant et la première chaine d'information en continu en Belgique, fondée en octobre 2018 par Martin Buxant, Joan Condijts et Boris Portnoy.
On retrouve Dominique Corbiau à Musiq 3 - Culture, La Matinale (du lundi au vendredi, 7h-9h)  où il fait partie des nouvelles voix de la rentrée 2023 . Il anime aussi une chronique à Radio Judaïca dans l'émission Culture Club .

## La Camerata Sferica
Il fonde l’ensemble La Camerata Sferica dont il assure la direction musicale.
L’ensemble représente la concrétisation artistique et musicale de plusieurs années de recherches de répertoires et d’étroite collaboration entre Dominique Corbiau et son équipe de musiciens afin de proposer au public d'explorer la musique des XVIIe et XVIIIe siècles — dans une approche multidisciplinaire de cette fameuse « vocalité italienne » celle de l'esthétique napolitaine et son approche théâtrale du chant tout en façonnant le goût du public de l'époque pour l'artifice et le mélange des genres, mêlant la musique avec ce qu'il y a de plus théâtral, de plus visuel,,,.

## Discographie
- 1998 - Arias et Concertos du XVIIIème, Dominique Corbiau (contre-ténor), Tatiana Babut du Marès (flûte à bec), Marc Grauwels (flûte traversière), Orchestre de chambre de Waterloo (direction: Ulysse Waterlot)[36].
- 2002 - Nyx Hemera, Universal Belgique, Dominique Corbiau (contre-ténor), Cyril Orcel (musique et arrangements).
- 2007 - Scarlatti, Spesso Vibra Dominique Corbiau (contre-ténor), Jean Jadin (piano et arrangements), Philippe Leblanc (Saxophone, clarinette et flûte), Liborio Amico (accordéon), Daniel Miranda (guitare), Boris Gaquère (guitare), Pierre Boigelot (contrebasse), Frédéric Malempré (percussions)
- 2007 - Le Rossignol, conte musical d'après Hans Christian Andersen, (Lézards cyniques éditions), Dominique Corbiau (contre-ténor), Jacqueline Bir (conteuse), Jean Jadin (piano et composition), Ingrid Procureur (harpe), Alain Delval (clarinette, saxophone et flûte), Frédéric Malempré (percussions), Isabelle Vandermeersch (illustrations)[37].
- 2007 - A History of the requiem part I /Johannes Ockeghem - Roland de Lassus, Label Cypres, Laudantes Consort, (direction: Guy Janssens)
- 2008 - Memoria, Universal Belgique, Dominique Corbiau (contre-ténor), Cyril Orcel (musique et arrangements)[38].
- 2012 - Profano e Sacro, The music of Alessandro Scarlatti, Avanti Classic, Dominique Corbiau (contre-ténor), « La Cetra d’Orfeo » (direction Michel Keustermans)[39],[26].
- 2014 - Credo, Apus Productions, Dominique Corbiau (contre-ténor), Laurence van Bellingen (soprano), Pomeranian Academy Choir, Kalisz Philharmonic Orchestra (direction : Ryszard Handke), Henry Seroka (musique et production)
- 2015 - My best Film Music, Apus production, Henri Seroka
- 2015 - The Four Seasons, Avanti Classic, Dominique Corbiau (contre-ténor), Brussels Chamber Orchestra - Roby Lakatos
- 2018 - Odyssea (An Epic Cantata) Apus production, Henri Seroka[40].
- 2023 - Vaghi Fiori, les charmes de l'allégorie baroque, Cantates italiennes baroques, (Sonamusica), Dominique Corbiau (contre-ténor) La Camerata Sferica https://marksound.be/#sonamusica